# Town Called Malice
Town Called Malice är en låt av den brittiska gruppen The Jam från albumet The Gift. Den låg etta på brittiska singellistan i tre veckor i februari 1982 vilket var gruppens tredje singeletta.
Titeln är inspirerad av Nevil Shutes roman A Town Like Alice (svensk titel Fem svarta höns), fast Paul Weller hävdar att han inte hade läst den när han skrev låten. Texten handlar om Wellers uppväxt i Woking och musiken är influerad av Motown och amerikansk soulmusik.
Singeln gavs ut som dubbel A-sida med Precious på andra sidan. 12"-utgåvan innehåller en liveversion av Town Called Malice och en förlängd version av Precious.